# Willem Jan Aalders
Willem Jan Aalders (19. září 1870, Amsterdam – 19. března 1945, Groningen) byl nizozemský reformovaný teolog.

## Životopis
Navštěvoval gymnázium v Kampenu a Amsterdamu. Poté studoval na Amsterdamské univerzitě teologii. Studium zakončil dizertační prací na téma Schleiermachers Reden über die Religion proeve van apologie u profesora Daniela Chantepieho de la Saussaye a stal se doktorem teologie.
Synod Nederlandsche Hervormde Kerk ustanovil Aalderse v roce 1915 církevním profesorem dogmatiky, historie a učení Nederlandsche Hervormde Kerk a církevních dějin v Groningenu. V roce 1923 byl jmenován profesorem etiky a církevní nauky.

## Dílo
- Schleiermachers Reden über die Religion proeve van apologie (1909)
- Groote mystieken: Pseudo-Dionysius Areopagita (1913)
- Ziende op Jezus. Zes voordrachten over het Christendom (1926)
- Mystiek, haar vormen, wezen en waarde (1928)
- De tien geboden (1932)
- De incarnatie (1933)
- Het geweten (1935)
- De grond der zedelijkheid (1930)
- Handboek der ethiek (1941)
- Wetenschap als getuigenis (1930)
- Om de kerk (1931)
- Het woord existentie in het moderne wetenschappelijke spraakgebruik (1933)
- Ons leven. Voordrachten over het Christelijk leven, gehouden in de Martinikerk te Groningen (1934)
- Nieuw-Germaansche Theologie (1937)
- Toekomstbeelden uit vijf eeuwen: More, Bunyan, Mandeville, Fichte, Wells (1939)